# Велень (Руджинешть, Вранча)
Велень, Велені (рум. Văleni) — село у повіті Вранча в Румунії. Входить до складу комуни Руджинешть.
Село розташоване на відстані 199 км на північний схід від Бухареста, 41 км на північ від Фокшан, 125 км на південь від Ясс, 98 км на північний захід від Галаца, 128 км на схід від Брашова.

## Населення
За даними перепису населення 2002 року у селі проживали 370 осіб, усі — румуни. Усі жителі села рідною мовою назвали румунську.